# Pedro Gómez Cello (Santa Fe)
Pedro Gómez Cello es una localidad argentina ubicada en el departamento San Justo de la provincia de Santa Fe. Se encuentra sobre la ruta nacional 11, que la vincula al norte con Calchaquí y al sur con San Justo.

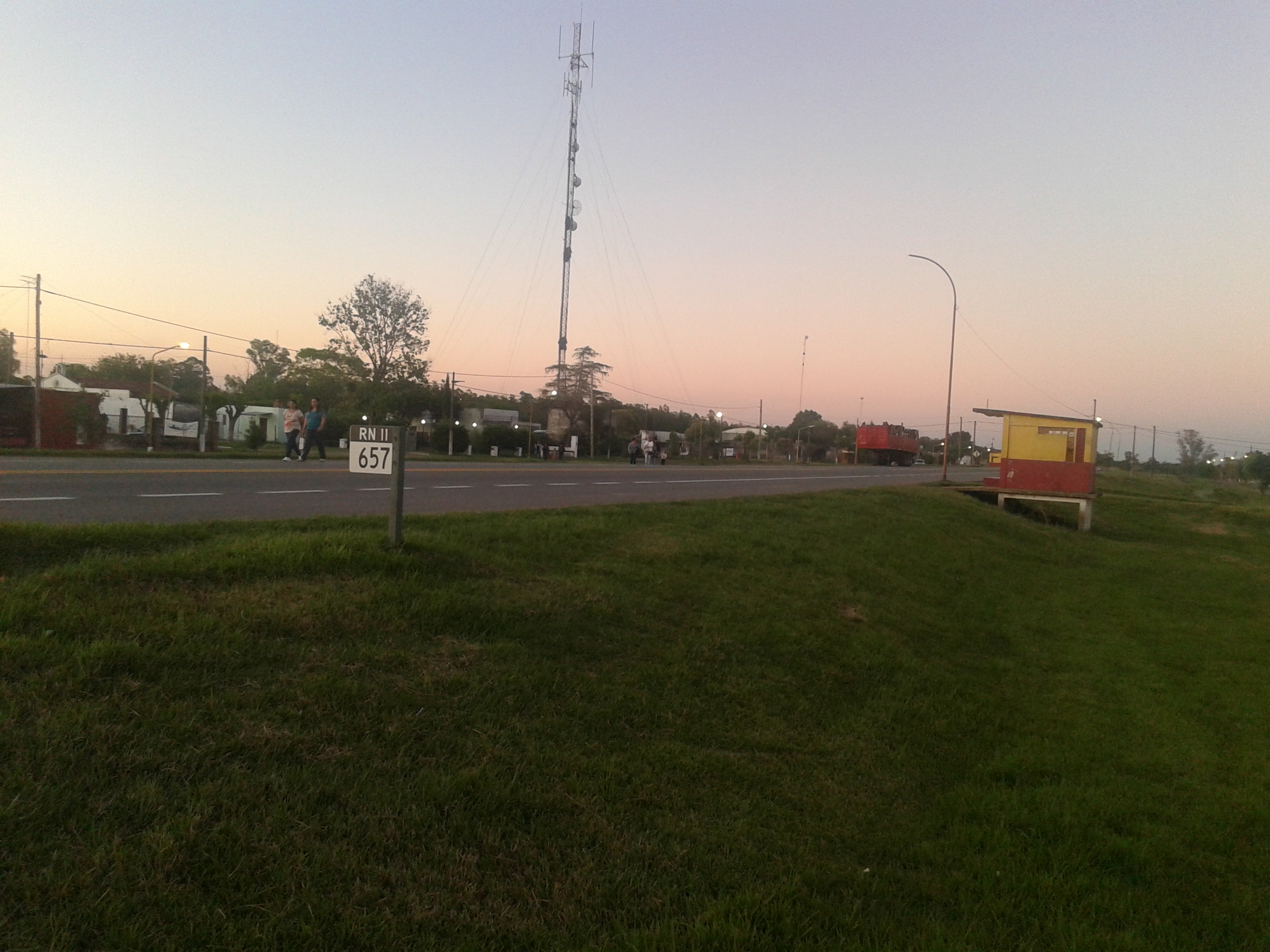
Ruta Nacional 11 km. 657 Pedro Gómez Cello (Santa Fe)

La localidad nació a partir de la estación de ferrocarril del antiguo ferrocarril Santa Fe, abierta el 12 de julio de 1889. En el kilómetro 187 del ramal se abre la estación Desvío Kilómetro 187, tras la petición de Nicanor Molinas, dueño de la estancia La Oriental. El nombre actual fue impuesto en homenaje a Pedro Gómez Cello, gobernador de la provincia de Santa Fe entre 1928 y 1930. En 1924 llega la estafeta postal, en 1925 la escuela primaria, en 1934 el Registro Civil, en 1955 la capilla, y en 1958 se creó la comuna.

## Población
Cuenta con 654 habitantes (Indec, 2022), lo que representa un descenso frente a los 755 habitantes (Indec, 2010) del censo anterior.
| Gráfica de evolución demográfica de Pedro Gómez Cello entre 1991 y 2022 |
|                                                                         |
| Fuente: Censos nacionales del INDEC                                     |